# Altopiano del Tesino
L'Altopiano del Tesino, conosciuto anche come Conca del Tesino, Valle del Tesino o semplicemente Tesino (Tasìn in dialetto locale) è un altopiano del Trentino-Alto Adige, nella zona orientale della Provincia autonoma di Trento, al confine con il Veneto (precisamente con la provincia di Belluno). Secondo la Suddivisione Orografica Internazionale delle Alpi fa parte della Sezione alpina delle Dolomiti, nelle Alpi Sud-orientali.

## Geografia
Il Tesino si sviluppa nell'area meridionale delle Dolomiti, circondato dalla catena del Lagorai. Il versante nord che racchiude l'altopiano fa parte del Massiccio di Cima d'Asta: l'omonima montagna è raggiungibile da Pieve Tesino tramite la Val Malene. Da questi monti nasce il torrente Grigno, che scorrendo tra i comuni della conca, ha creato una profonda valle fino a Grigno, dove il torrente sfocia nel fiume Brenta.
Il lato sud della conca è delimitato dalle ultime montagne della sezione dolomitica, il Monte Mezza e il Monte Lefre: essi separano l'altopiano dalla valle sottostante, la Valsugana. Il lato orientale, invece, presenta massicci che separano il Tesino dalla provincia di Belluno e dalla Valle del Vanoi. Lungo questo fronte vi è il Celado, una vallata periferica.

## Storia
I primi insediamenti dell'altopiano risalgono all'epoca romana. Transitava, infatti, per questi luoghi, la strada romana Claudia Augusta Altinate, un'importante via di comunicazione che collegava il porto sull'Adriatico di Altino con la città tedesca di Augusta. Resti della via sono presenti nei pressi di Castello Tesino.
Durante il Medioevo l'altopiano venne conteso tra il Principato Vescovile di Trento ed il vescovo di Feltre per quanto riguarda la giurisdizione secolare, rimanendo invece, per quanto riguarda la giurisdizione temporale, sotto il controllo feltrino fino alla fine del '700. Seguì le sorti del territorio trentino, venendo infine annesso ai possedimenti asburgici.
Durante la prima guerra mondiale il territorio fu pesantemente colpito dagli eventi bellici: la quasi totalità di Castello Tesino venne distrutta da un bombardamento austriaco partito dall'abitato di Telve, in Valsugana. Al termine del conflitto l'intera conca entrò a far parte del Regno d'Italia.
Dal 1943 al 1945 nel Tesino operò il Battaglione Gherlenda, gruppo di partigiani della Brigata Garibaldi "Antonio Gramsci". Due partigiane del luogo, Ancilla Marighetto e Clorinda Menguzzato, morte in operazioni contro il nazifascismo, furono insignite della Medaglia d'oro al valor militare.

## Popolazione
All'interno della conca del Tesino si sono sviluppati 3 comuni:
- Castello Tesino: unico con una popolazione superiore ai 1.000 abitanti, è il centro principale dell'altopiano; situato nella zona più orientale, ha avuto il suo periodo di maggior sviluppo durante gli anni sessanta del Novecento;[4]
- Pieve Tesino: situato in posizione centrale, deve il suo sviluppo alla presenza di diverse attività commerciali;[5]
- Cinte Tesino: centro minore della conca, si sviluppa sulle pendici nord del Monte Mezza, vedendo scorrere nel territorio il torrente Grigno.[6]

Il territorio comunale di Pieve Tesino "sconfina" anche all'esterno dell'altopiano; la frazione di Pradellano, infatti, si trova esternamente alla conca vera e propria, separato dal centro comunale dal Passo Forcella. Inoltre il comune di Bieno, pur non appartenendo geograficamente al territorio, ne è storicamente legato, essendo stato aggregato a Cinte Tesino dal 1928 al 1947.
Il Tesino non ha una forma autonoma di amministrazione, ma i rappresentanti dei 3 comuni partecipano alla vita pubblica della Comunità Valsugana e Tesino (già Comprensorio C3 della Bassa Valsugana e Tesino). I dati dei 3 comuni sono:
| Stemma | Comune          | Popolazione | Superficie | Altitudine | Nome locale |
| ------ | --------------- | ----------- | ---------- | ---------- | ----------- |
|        | Castello Tesino | 1.315       | 112,49     | 871        | Castèlo     |
|        | Cinte Tesino    | 389         | 25,80      | 851        | Zìnte       |
|        | Pieve Tesino    | 679         | 73,85      | 843        | Piéve       |

1. ↑  Dati ISTAT aggiornati al 1º gennaio 2010
2. ↑  Dati espressi in Chilometri quadrati (km²)
3. ↑  Dati espressi in Metri sul livello del mare (m s.l.m.)
4. ↑  Nome della località nell'idioma locale (dialetto tesino)

## Economia
Le prime attività economiche sviluppatesi nella zona furono la pastorizia e la falegnameria, grazie all'abbondanza di boschi lungo le pendici dei monti circostanti. Nel XVII secolo venne scoperta, nei dintorni di Pieve Tesino, una miniera di pietre focaie, e gli abitanti iniziarono a commerciarle, sia nel nord Italia sia nell'Europa centrale.
Successivamente fiorì nella zona la produzione e la commercializzazione di stampe. Per lo più si trattava di raffigurazioni religiose, e grazie a questo commercio gli abitanti del Tesino conobbero una "diaspora", portandoli ad avere contatti anche con paesi fuori dall'Europa. Nel secondo dopoguerra iniziarono a svilupparsi le prime industrie; per lo più si trattò di lavorazione del legno, ma tra Pieve Tesino e Cinte Tesino trovò sede la Bailo, un'azienda di produzione e vendita diretta di abbigliamento sportivo.
Attualmente l'economia della conca si basa sul turismo, sia invernale che estivo. Per quanto riguarda il turismo estivo vengono proposte camminate lungo i sentieri ed escursioni in montagna, visite all'Arboreto e la pratica del golf presso il campo di Pieve Tesino. Durante la stagione invernale, invece, il turismo si concentra sul Passo Brocon, dove negli ultimi anni si è sviluppata la pratica dello sci, grazie anche alla costruzione di impianti di risalita e all'installazione di un impianto di illuminazione che permette di sciare anche durante le ore notturne.

## Luoghi d'interesse

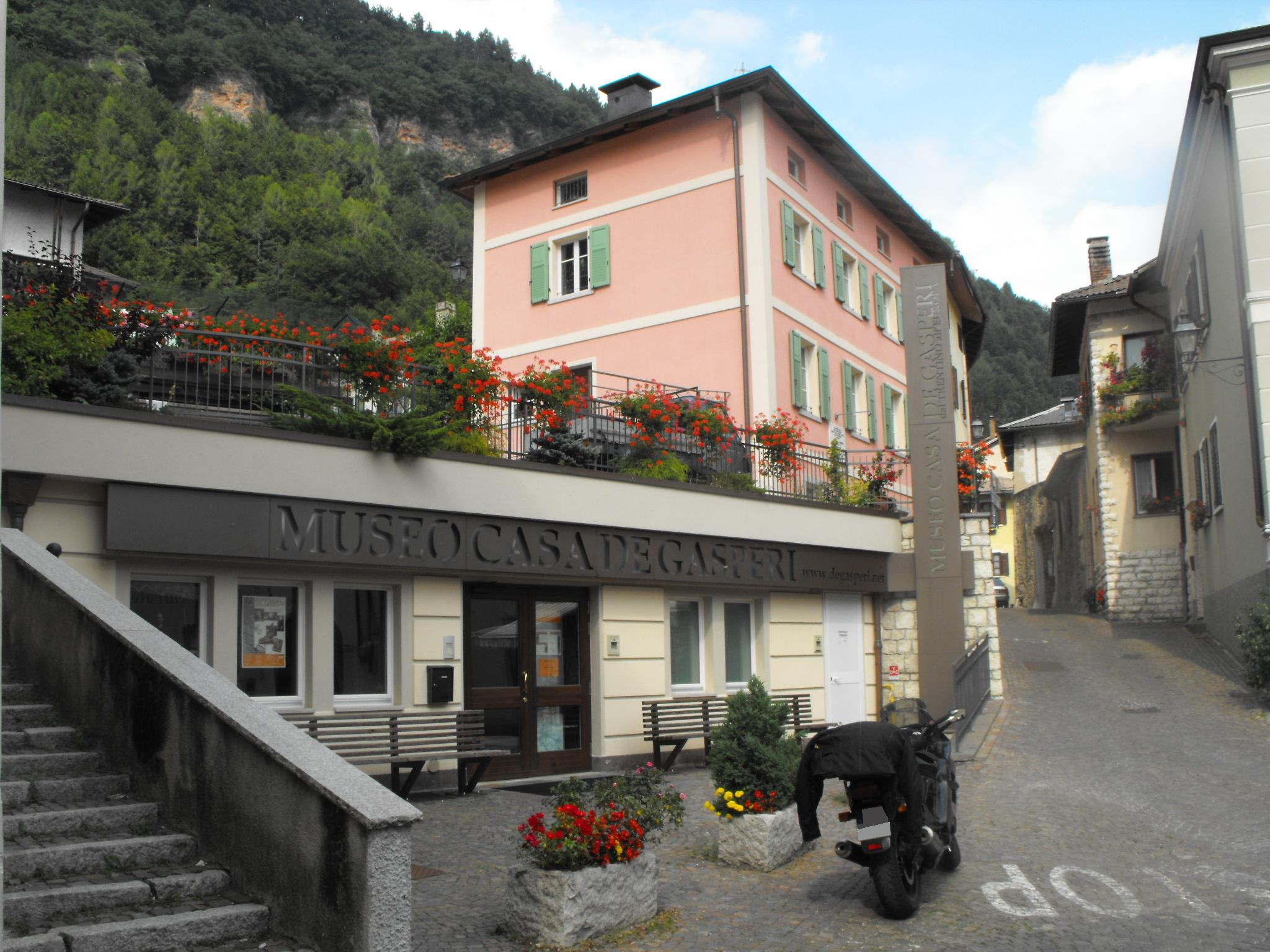
Museo Casa De Gasperi a Pieve Tesino

### Pieve Tesino
- Museo casa De Gasperi: museo creato all'interno della casa natale di Alcide De Gasperi.
- Villa Daziaro: edificio in mattoni rossi realizzato seguendo l'architettura di una dacia russa.
- Giardino d'Europa De Gasperi: area nella quale è possibile ammirare la vegetazione locale; è gestito dall'Università degli Studi della Tuscia di Viterbo.
- Museo per Via: museo Tesino delle stampe e dell'ambulantato. Ripercorre l'epopea degli ambulanti tesini che percorsero le strade del mondo vendendo le stampe prodotte dapprima dalla ditta Remondini di Bassano del Grappa e di cui in seguito divennero direttamente editori aprendo anche una sessantina di negozi in tutta Europa.
- Cimitero militare di Sorgazza: cimitero dedicato ai caduti della prima guerra mondiale con la divisa del Regio Esercito italiano.

### Castello Tesino
- Osservatorio astronomico del Celado: osservatorio astronomico inaugurato nel 2010; è gestito dall'Associazione Astrofili Valsugana e Tesino.
- Grotta di Castello Tesino: formazione carsica che si sviluppa per 450 metri di profondità.
- Trodo dei fiori: itinerario naturalistico presso il Passo Brocon, lungo il quale è possibile ammirare la flora alpina del Lagorai.

## Lingua
La lingua ufficiale è, ovviamente, l'italiano, ma è largamente conosciuto e parlato il dialetto trentino, nella sua variante orientale. Questa variante, parlata anche nella parte orientale della Valsugana, si caratterizza per la forte influenza della lingua veneta, dalla quale prende numerosi termini e, soprattutto, l'accento. Questa influenza deriva dalla vicinanza con il Veneto, ma principalmente per l'origine dell'abitato di Castello Tesino.
Rimane poco parlato ma conosciuto il "dergo", dialetto stretto di origine tesina.

## Trasporti
Il Tesino è raggiungibile tramite 4 infrastrutture viarie:
- dal comune di Grigno, tramite la strada provinciale del Grigno (S.P. 75), è possibile raggiungere Castello Tesino dopo circa 11 km;
- dal comune di Strigno, tramite la strada provinciale del Tesino (S.P. 78), è possibile raggiungere prima Bieno (5 km) e successivamente Pieve Tesino (10 km) superando il Passo della Forcella;
- dal comune di Canal San Bovo, tramite la strada provinciale del Passo Brocon (S.P. 79), è possibile raggiungere Castello Tesino, dopo oltre 30 km, superando il Passo Brocon;
- dal comune di Lamon (BL), tramite la strada provinciale della Roa (S.P. 212), è possibile raggiungere Castello Tesino dopo 15 km, percorrendo il versante destro della Valle Senaiga.

I collegamenti del trasporto pubblico sono espletati con autobus dell'azienda Trentino Trasporti, che codifica il percorso Borgo Valsugana-Strigno-Castello Tesino con il codice 405.